# Polycarena gilioides
Polycarena gilioides är en flenörtsväxtart som beskrevs av George Bentham. Polycarena gilioides ingår i släktet Polycarena och familjen flenörtsväxter. Inga underarter finns listade i Catalogue of Life.